# Зюраткуль (озеро)
Зюра́ткуль (устар. Зюрат-Куль) — озеро в Саткинском районе Челябинской области России. Исток реки Большая Сатка. Подпружено плотиной на северном берегу в месте истока Большой Сатки у посёлка Зюраткуль. Площадь поверхности — 13,2 км². Площадь водосборного бассейна — 178 км².
Находится на территории одноимённого национального парка. Один из самых высокогорных (724 м над уровнем моря) водоёмов Южного Урала. В отличие от других горных озёр, вода в Зюраткуле не столь прозрачная. Она чайного цвета, это объясняется тем, что стекающие сюда ручьи берут начало в болотах.

## Описание
Водохранилище окружают горные хребты, покрытые темнохвойными лесами. Юго-западнее расположен хребет Нургуш — самый высокий хребет Челябинской области. Основной рекой, питающей водохранилище, является Большой Кыл. Из водохранилища вытекает река Большая Сатка. Около истока реки Сатки и плотины расположен небольшой посёлок Зюраткуль, связанный автобусным сообщением с городом Сатка.
Ранее на месте пруда Зюраткуль находилась топь, окружённая болотами, но во многих источниках она фигурирует как озеро Зюраткуль. Нынешнее водохранилище образовано плотиной, построенной в верховье реки Большая Сатка после Великой Отечественной войны.
Озеро окружено живописными горными хребтами, поросшими хвойными лесами. Специалисты считают окрестности озера самыми экологически чистыми на территории Челябинской области.

## Достопримечательности
В районе озера найден гигантский геоглиф. Обнаружено также около сорока каменных орудий труда из кварцита. Техника обкалывания камня позволяет датировать инструменты неолитом и энеолитом (VI−III тысячелетия до н. э.). Исследователи склоняются всё же к медно-каменному веку (IV−III тысячелетия до н. э.).
До зимы 2012 года на берегу озера Зюраткуль располагалась ещё одна популярная достопримечательность — Китова пристань, которую называли также «уральским Диснейлендом». Но осенью 2012 года по решению суда она была снесена.

## Происхождение топонима
От башкирского «Юрак-Куль». Юрак или йөрәк означает сердце.
Русский учёный-энциклопедист Петер Паллас писал: «В углу меж ими находится посредственная гора Сатка-Тау, которая кажется есть отделённая часть большой и пространной вверх по Большой Сатке к югу лежащей горы Юрак-Тау… Юрак-Тау значит сердце-гора, и, кажется, она получила своё название по причине возвысившейся тупой верхушки, которая совсем гола и камениста. На сей горе лежит достопамятное озеро Юрак-Куль, в которое многие впадают ручьи и из которого проистекает Большая Сатка». Со временем Юрак-Куль преобразовалось в Зюрак-Куль, а затем Зюраткуль.